# 京成チ5形貨車
京成チ5形貨車（けいせいチ5がたかしゃ）は、かつて京成電鉄で使用されていた長物車である。チ7・チ8の2両が在籍していた。

## 概要

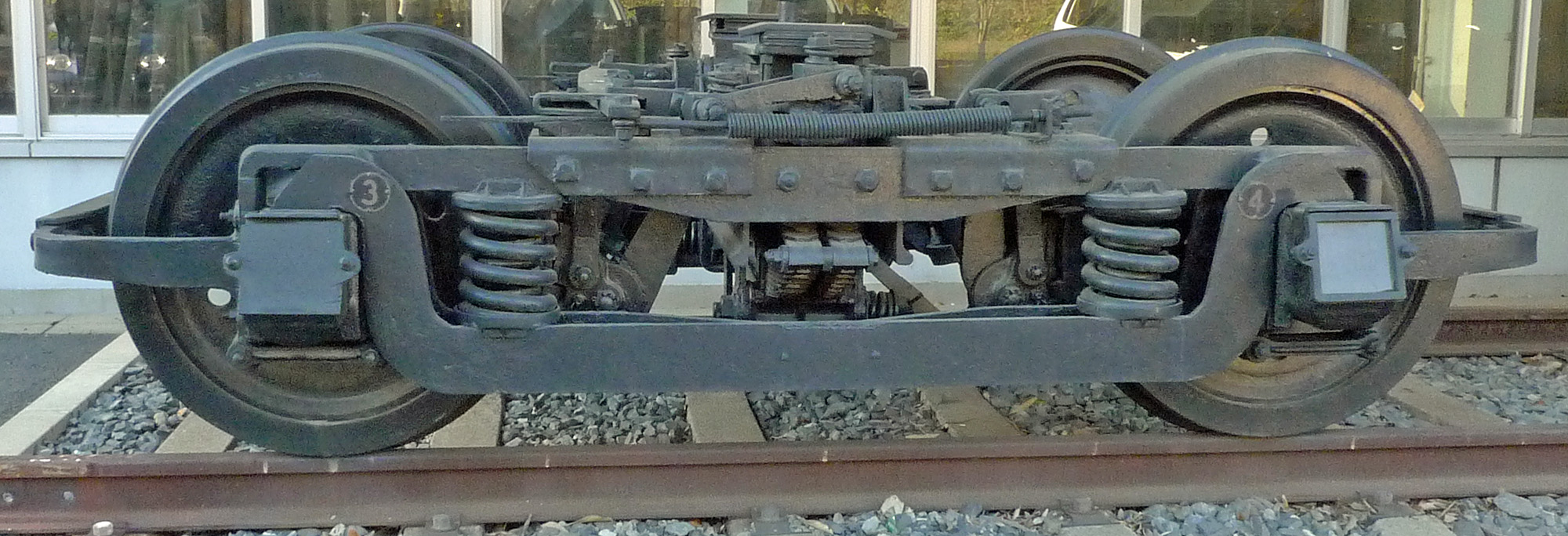
1992年8月まで使われていたブリル27-MCB-2台車

1951年（昭和26年）にチ7が、1965年（昭和40年）にチ8がそれぞれ製造された。レール輸送用の長物車。国鉄トム5000形貨車を1951年（昭和26年）に改造したチ5000形に準じているが、こちらは自社発注車両である。同年製のチ7は、1965年（昭和40年）にチ8の登場に併せて車体更新を行っている。1991年（平成3年）4月、制動装置がHSCに改造された。チ7は2007年（平成19年）の廃車時点で、京成の車両の中では最も車歴が長かった。
1両の全長は14,560mm。レールを置く機材やレール積卸機を装備する他、車端部には小荷物を置けるスペースも有していた。荷重は23.5t。台車は比較的近年まで古典的なブリル27-MCB-2を使用していたが、後に住友SM-3に換装されている。

## 用途
モニ20形に連結され、専らレール輸送に使用していた。これは深夜に行うことが多いため、昼間にその姿を見かけることは少なかった。
老朽化が進んでいた事などから、2007年（平成19年）3月のちはら台への工臨を最後に運用を終了し、同月28日にモニ20形・トキ20形とともに高砂検車区から宗吾車両基地へ廃車回送された。
なお、これらの後継車として、無車籍の作業用車が宗吾車両基地に搬入されている。